# Parabeloniscus nipponicus
Parabeloniscus nipponicus is een hooiwagen uit de familie Epedanidae.